# Florence Ballard

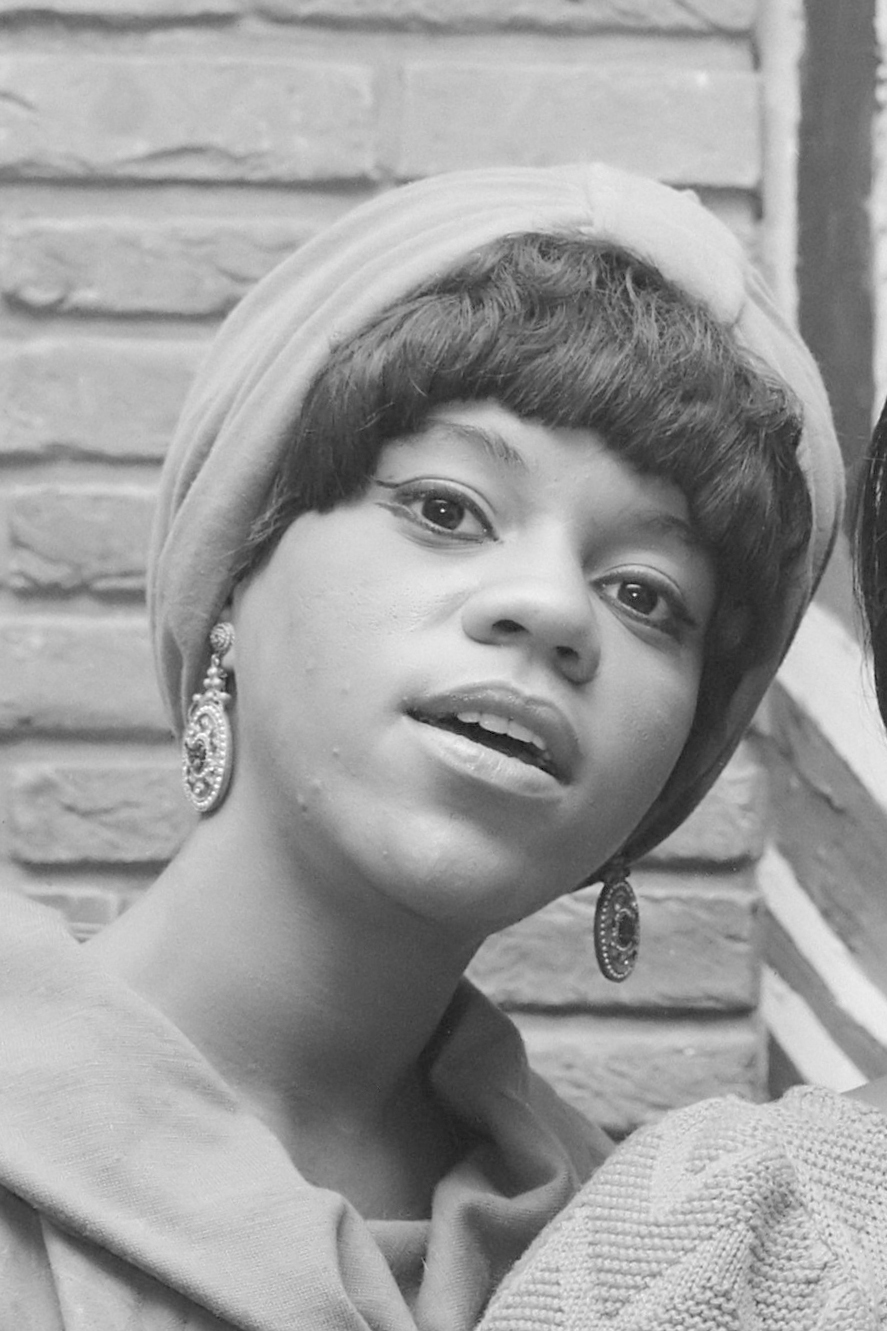
Florence Ballard (1965)

Florence Glenda Ballard (* 30. Juni 1943 in Detroit, Michigan; † 22. Februar 1976 ebenda) war eine US-amerikanische Musikerin und Gründungsmitglied der Supremes.

## Leben
Florence Ballard wurde 1943 in Detroit, Michigan (nach anderen Angaben in Rosetta, Mississippi) als achtes von dreizehn Kindern von Jesse und Lurlee Ballard geboren. Dank ihres Vaters Jesse Ballard fing Florence schon in jungem Alter mit der Musik an. Sie trat dem Kirchenchor bei, nahm öfter an Talent- und Gesangswettbewerben teil und erhielt dadurch viel Aufmerksamkeit in der Region. Ihre Freundin, Mary Wilson, kannte sie seit ihrem 10. Lebensjahr und musste manchmal gegen sie bei den Wettbewerben antreten.
1959 wurde sie von Milton Jenkins, dem damaligen Manager von „The Primes“ (welche später als The Temptations bekannt wurden), gebeten, eine Schwestergruppe zu den Primes zu gründen, die nur aus Mädchen bestehen sollte. Ballard holte ihre langjährige Freundin Mary Wilson dazu, die wiederum eine Freundin aus der Nachbarschaft, Diana Ross, rekrutierte. Als später Betty McGlown der Gruppe beitrat, waren die Primettes vollständig. McGlown wurde später durch Barbara Martin ersetzt.
Im Sommer 1960 wurde Ballard von Reggie Harding vergewaltigt, einem jungen Basketballspieler und Freund ihres Bruders. Ballard sprach nur mit ihren Bandkolleginnen über den Vorfall, der sie ihr ganzes Leben lang belasten sollte. 1961 unterschrieben die Primettes bei der noch jungen Plattenfirma Motown und wurden auf Vorschlag von Ballard in The Supremes umbenannt.

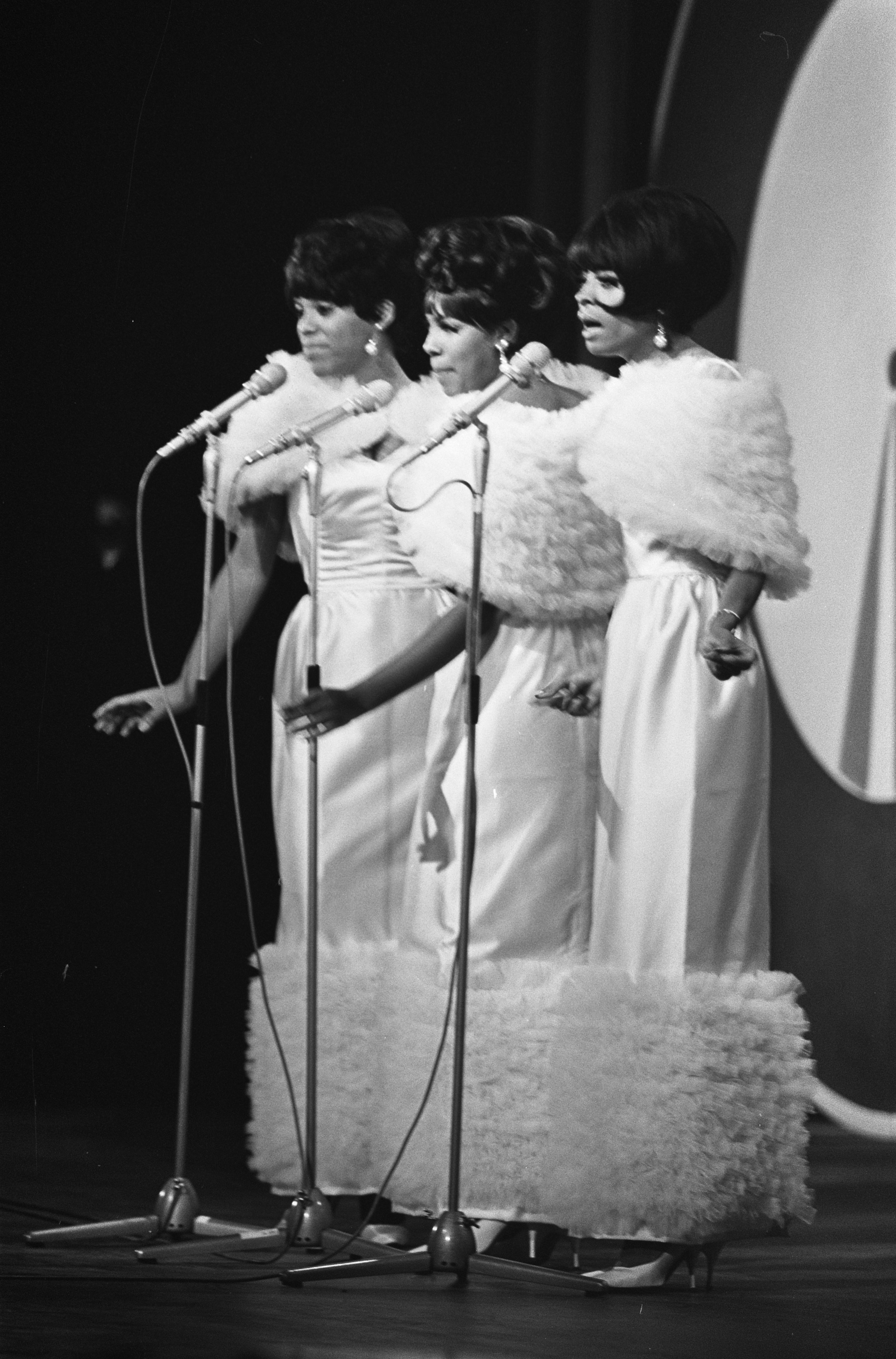
Die Supremes 1965 bei einem Konzert in den Niederlanden, von links Florence Ballard, Mary Wilson & Diana Ross.

Nachdem Motown den Focus allein auf Ross setzte, was Ballard als Initiatorin der Gruppe nicht akzeptieren konnte, verwies Berry Gordy sie im Juli 1967 kurzerhand aus der Gruppe. Ballard wurde durch Cindy Birdsong von Patti LaBelle And The Bluebelles ersetzt und die Gruppe in Diana Ross & The Supremes umbenannt.
Im Jahre 1968 heiratete Florence Ballard den ehemaligen Chauffeur von Berry Gordy, Thomas Chapman. Sie und Thomas bekamen drei Kinder.
Im Jahr 1968 unterzeichnete sie einen Vertrag bei ABC Records. Sie nahm sogar ein Album auf, das aber erst 2002 veröffentlicht wurde. Eheprobleme und finanzielle Schwierigkeiten lösten bei ihr Depressionen aus und sie wurde zur Alkoholikerin.
Nach einer erfolgreichen Therapie versuchte Ballard, sich selbst wieder aufzubauen. Sie begann ein Buch über ihr Leben zu schreiben, gab allein ein vollständig ausverkauftes Konzert im Ford Auditorium, bei dem sie mit Standing Ovations bedacht wurde, und wurde zu Auftritten in TV-Shows eingeladen. Mary Wilson und Diana Ross boten ihr ihre Hilfe an.
Ohne vorherige Komplikationen wurde Florence Ballard am 21. Februar 1976 mit Gefühllosigkeit an ihren Extremitäten ins Krankenhaus eingeliefert. Zuvor soll sie einen GTKA (Generalisierter tonisch-klonischer Anfall) erlitten haben. Acht Stunden später verstarb sie an einer Thrombose am Koronargefäß.
Nach ihrem Tod hielt das Interesse an Ballard an. Jennifer Hudson widmete ihr den Golden Globe Award, den sie für die Rolle von Effie White in Dreamgirls erhalten hatte, einer Figur, die von Florence Ballard inspiriert wurde. Im Jahre 2007 veröffentlichte Ballards Schwester Maxine Ballard die Biographie The True Story Of Florence Ballard. Darin wird die Vermutung geäußert, man habe ihre Schwester ermordet. Während der Obduktion soll unter anderem eine braune müsliartige Substanz in ihrem Magen gefunden worden sein, die bis heute nicht identifiziert werden konnte. 2008 erschien eine weitere Biographie über die Sängerin mit dem Titel The Lost Supreme, Autor ist Peter Benjaminson. Das Buch basiert auf einem insgesamt über achtstündigen Interview, das Benjaminson mit Ballard führte.

## Album
- 2002: The Supreme Florence Ballard (unveröffentlicht von ABC Records in 1968 unter dem geplanten Titel, „...You Don’t Have To“)

## Singles
- It Doesn’t Matter How I Say It (It’s What I Say That Matters)
- Love Ain’t Love/Forever Faithful
- Yesterday
- My Heart/Stay in love
- The Impossible Dream
- Yours Until Tomorrow
- It’s Not Unusual
- Stay In Love
- Walk on By
- Hey Baby
- Heavenly Father
- Everything Wonderful